# New New New
New New New è una canzone di Bob Sinclar, estratta come quarto singolo dall'album Born in 69 del 2009. Il brano figura il featuring di Makedah, Vybrate e Queen Ifrica

## Tracce
Promo - CD-Single Yellow / N.E.W.S. - [be]
1. New New New (Radio Edit) - 3:03

CD Maxi D:VISION DV681.10CDS
1. New New New (original club mix)
2. New New New (Avicii remix)
3. New New New (Chris Kaesar remix)
4. New New New (Arnaud Anfrieu & Matt Venice Big Room re-edit)
5. New New New (Julien Creance remix)
6. New New New (Fisher Noman remix)

## Classifiche
| Classifica (2010) | Posizione più alta |
| ----------------- | ------------------ |
| Belgio (Flanders) | 3                  |
| Belgio (Wallonia) | 13                 |
| Paesi Bassi       | 57                 |